# Carl Anderson (acteur)
Carl Anderson (Lynchburg, Virginia, 27 februari 1945 - 23 februari 2004) was een Amerikaans zanger en acteur. 
Hij is vooral bekend vanwege zijn rol als Judas Iskariot in de rockopera Jesus Christ Superstar van Andrew Lloyd Webber uit 1973. Terwijl de media zich in het begin vooral focusten op de casting van een Afro-Amerikaan in deze rol, vonden velen dat Anderson de show stal met zijn broeierige vertolking van de maar al te menselijke apostel.

## Vroege leven
Anderson was een van de twaalf kinderen van James en Alberta Anderson. Tijdens zijn een-na-laatste schooljaar van de middelbare school schreef hij zich in bij de U.S. Air Force, waar hij twee jaar diende als communicatie-technicus. Hij keerde terug naar Lynchburg om zijn school af te maken en slaagde in 1965. Na school werd hij eervol ontslagen, en begon hij te zingen op militaire bases door heel de VS, als onderdeel van de World Wide Air Force Talent Contest.
Anderson verhuisde naar Washington in 1969. Hij en wat vrienden vormden een groep genoemd "The Second Eagle", waarin Carl de rol van zanger op zich nam. Onder de vele jazzy/rocknummers die Second Eagle coverden waren ook sommige van het album Jesus Christ Superstar, dat was uitgekomen lang voordat er definitieve plannen waren voor een theaterstuk.
In 1971 zag een talentenscout van de William Morris Agency Carl een aantal nummers van de show zingen in de St. Stephen kerk, en zag Carls potentieel als solo-artiest.

## Vroege carrière
Ondanks dat Carl het toen nog niet wist, kwam een van zijn meest belangrijke kansen toen hij de rol van Judas overnam van Ben Vereen in de toneelversie van Jesus Christ Superstar, in 1971, en het opvoerde op Broadway en in Los Angeles. Terwijl hij in Los Angeles de optredens deed, werd hij naar Londen gevlogen voor een screentest. Twee weken later verliet hij de toneelversie om te beginnen met het filmen in Israël. De film, uitgebracht in 1973 door regisseur Norman Jewison, lanceerde Andersons carrière met twee Golden Globe-nominaties voor meestveelbelovende nieuwkomer, en beste musicalacteur.
Andere optredens in films door Anderson zijn onder andere: The Black Pearl (1978) en Steven Spielbergs The Color Purple (1985). Televisieoptredens zijn o.a.: Cop Rock, Days of Our Lives en Hill Street Blues.
Zijn muziekcarrière was even veelbelovend. Carl tekende bij Motown Records in 1972. Verscheidene van de meest kenmerkende albums te verschijnen in de jaren zeventig zouden het stempel van Carl Anderson dragen, inclusief zijn werk met Stevie Wonder op zijn dubbelalbum "Songs in the Key of Life".
Carl deed ook verschillende optredens in toonaangevende clubs in Los Angeles gedurende de jaren 1970 en tekende een platencontract waarvoor Carl vier albums zou uitbrengen bij het label Epic, beginnend in 1983. In totaal heeft Anderson negen jazz- en soulalbums uitgebracht als solo-artiest, waaronder hits als "How Deep Does It Go", "Pieces Of A Heart", "Hot Coffee", en de megahit van zijn naar hem vernoemde album uit 1986, "Friends and Lovers" (een duet met Gloria Loring) dat de tweede plaats bereikte in de ranglijst van dat jaar en Carl geliefd maakte bij soapseriefans. Carl verscheen ook op albums van andere bekende artiesten, waaronder Maynard Ferguson, Herbie Hancock, Edgar Winter, Kenny Loggins, Brenda Russell, Russ Freeman and the Rippingtons, en Nancy Wilson. De Canadese zanger Leonard Cohen droeg een lied op aan Carl Anderson genaamd 'Nightingale". Het staat op het album 'Dear Heather'.

## Latere carrière en leven
In 1992 keerde Carl Anderson terug in zijn rol als Judas in Jesus Christ Superstar voor een "20e Verjaardag van de Film" tour. Aanvankelijk gepland voor twee maanden, duurde de productie nog eens zes jaar en haalde over de 100 miljoen dollar binnen. Ze bezochten theaters in meer dan vijftig Noord-Amerikaanse steden, waaronder the Paramount Theater op Madison Square Garden in New York, the Universal Amphitheater in Los Angeles, the Fox Theaters in Detroit, St. Louis in Atlanta, The Orpheum in San Francisco, the Wang Center in Boston alsook Washington, Philadelphia, Miami, Toronto, Vancouver en Montréal.
In 1997 stond Anderson op Broadway, in een stuk gebaseerd op William Shakespeares toneelstuk Twelfth Night, genoemd "Play On!" met de muziek van Duke Ellington, waarin Anderson de hertog speelt. Vanaf 1998 en in de laatse paar jaar van zijn leven keerde Carl terug in zijn rol van Judas, in uitverkochte zalen over heel de wereld.
Anderson stierf op 23 februari 2004 aan leukemie in het Cedars-Sinai Medisch Centrum in Los Angeles. Hij werd overleefd door zijn vrouw, Veronica (ex-vrouw van Muhammad Ali), een zoon uit een eerder huwelijk; Khalil McGhee-Anderson, stiefdochters Hana en Laila Ali, en verschillende zussen.

## Discografie
Carl Anderson: Solo Artist
- Absence Without Love - 1982 - Epic
- On and On - 1983 - Epic
- Protocol - 1985- Epic
- Carl Anderson - 1986 - Epic
- Act of Love - 1988 - Polydor
- Pieces of a Heart - 1991 - GRP
- Fantasy Hotel - 1992 - GRP
- Heavy Weather/Sunlight Again - 1994 - GRP
- Why We Are Here! - 1997 - Abu Khalil

Carl Anderson verscheen ook op:
- Jesus Christ Superstar - Orig. Motion Picture Soundtrack - 1973
- Stevie Wonder - Songs in the Key of Life - 1976
- Menage a Trois - Manage a Trois - 1980
- Weather Report - Domino Theory - 1983
- Weather Report - Sportin' Life - 1984
- Kenny Loggins - Vox Humana - 1985
- Joe Zawinul - Dialects - 1986
- Nancy Wilson - Forbidden Lover - 1987
- Rippingtons - Best of the Rippingtons - 1987
- Maynard Ferguson - High Voltage - 1988
- Kazu Matsui - Time No Longer - 1988
- Dan Siegel - Late One Night - 1989
- Keiko Matsui - Drop of Water - 1989
- Rippingtons - Tourist in Paradise - 1989
- The Zawinul Syndicate - Black Water - 1989
- GRP Artists - GRP: On the Cutting Edge - 1989
- Nancy Wilson - Lady with a Song - 1990
- Rippingtons - Welcome to the St. James' Club - 1990
- Peabo Bryson - Can You Stop the Rain - 1991
- Garfield (GRP Artists) - Am I Cool or What! - 1991
- Richard Elliot - On the Town - 1991
- Don Grusin - Zephyr - 1991
- George Howard - Do I Ever Cross Your Mind? - 1992
- GRP Artists - GRP 10th Anniversary Collection - 1992
- Rippingtons - Live in L.A. - 1992
- Eric Marienthal - One Touch - 1993
- Jazz Live - Jazz Live - 1994
- Kevin Toney - Pastel Mood - 1995
- Michael Paulo - My Heart and Soul - 1996
- Tim Rice - Collection: Stage & Screen Classics - 1996
- Play On! - Original Cast Recording - 1997
- Tis the Season - Tis the Season - 1997
- Nils - Blue Planet - 1998
- George DeLaRue - The London Sessions - 1998
- Civil War- The Concept Album - 1998
- Jesus Christ Superstar - 25th Anniversary Re-Issue - 1998
- Michael Paulo - Midnight Passion - 1999
- Gerald McCauley - McCauley Sessions - 1999
- L.A. Jazz Syndicate - L.A. Jazz Syndicate, Vol. 2 - 1999
- Oceans - Ridin' the Tide - 1999

- Bibsys: 3076874
- Biblioteca Nacional de España: XX1150025
- Bibliothèque nationale de France: cb13973326t (data)
- Catàleg d'autoritats de noms i títols de Catalunya: 981058515644006706
- Gemeinsame Normdatei: 134314603
- International Standard Name Identifier: 0000 0000 8078 3586
- Library of Congress Control Number: n91122770
- MusicBrainz: 81b960ff-6276-44aa-8640-02aaeda3d6ec
- Nationale Bibliotheek van Tsjechië: xx0109931
- Nationale Bibliotheek van Israël: 987007315583705171
- Nationale Bibliotheek van Polen: a0000003071276
- Istituto Centrale per il Catalogo Unico: DDSV019999
- Virtual International Authority File: 106507170
- WorldCat: E39PBJdcxMQHvCRTPmJxQYDpfq